# Valle de lágrimas
La expresión valle de lágrimas
(en latín: vallis lacrimarum), en el cristianismo, se refiere a las tribulaciones de la vida que, de acuerdo con la doctrina cristiana, uno solo deja atrás cuando abandona el mundo de los mortales y entra en el Cielo.
Aparece en algunas traducciones del Salmo 84:6, que describe a los que gozan de la bendición de Dios: incluso en el valle de lágrimas (en hebreo: עֵמֶק הַבָּכָא‎) encuentran agua que da vida. La Vulgata latina (siglo IV) emplea la expresión valle lacrimum en el Salmo 84:7.
También figura la expresión en los escritos de Jerónimo (c. 347–420) y Bonifacio (c. 675–754), pero fue popularizado por el himno Salve Regina, que finaliza la primera estrofa con gementes et flentes in hac lacrimarum valle («gimiendo y llorando en este valle de lágrimas»).

## Usos posteriores
Karl Marx, en su Crítica de la filosofía del derecho de Hegel, desarrolla una dura invectiva contra la religión, tildándola de «opio del pueblo». Para él, la crítica de la religión es, al menos en germen, la crítica del «valle de lágrimas».
El Valle de Lágrimas es el nombre dado a un área en los Altos del Golán donde tuvo lugar una importante batalla entre el 6 y el 9 de octubre de 1973 durante la guerra de Yom Kipur. En ella, las fuerzas israelíes lograron mantener la posición a costa de importantes pérdidas y estando casi al borde del colapso.

Se llama también "Valle de las lágrimas" a la zona de los Andes donde se estrelló el vuelo 571 de la fuerza aérea uruguaya, el valle ya se llamaba así antes de la tragedia debido a que en el lugar se encuentran rocas minerales que causan irritación ocular. Fue ahí dónde los sobrevivientes pasaron 72 días de penuria antes de ser rescatados el 22 de diciembre de 1972. En el lugar se encuentran tanto restos del avión, la tumba donde yacen los restos de los fallecidos en el accidente y un monumento en memoria al suceso